# 小嶺麗奈
小嶺 麗奈（こみね れな、1980年7月19日 - ）は、日本の元女優。
熊本県熊本市出身。2000年代までは女優として活動しており、活動時はスペースクラフト、バーニングプロダクション、ディスカバリー・エンタテインメントに所属していた。2012年以降は女優業およびタレント業は行なっておらず実質的な引退となっている。

## 人物・略歴
九州学院中学校→東京都立代々木高等学校中退。
中学1年生時、篠山紀信撮影の写真集『少女革命』のモデルに選ばれる。中学卒業後の1995年に上京。芸能事務所スペースクラフトに所属し、映画『水の中の八月』でデビュー。同年に出演したテレビドラマ『3年B組金八先生』などで知られる。
本格的に女優を目指すため、その後バーニングプロダクションに移籍。翌年にディスカバリー・エンタテインメントに所属し、後に退所している。
2006年に出演した映画『初恋』でトップレスのヌードシーンを初めて披露した。
2009年製作の映画『ボレロ』が2012年2月に劇場公開された際、舞台挨拶に登壇していたが、それ以降は事実上芸能活動は行っておらず、後述の逮捕の時には会社員と報道された。
2012年7月、代官山でオーガニック＆ヒーリングショップ『ELEMENTS OF FOUR SEASONS』をオープン。その後、時期は不明だが閉店している。
2019年5月22日、厚生労働省麻薬取締部に大麻取締法違反の疑いで田口淳之介と共に逮捕された。田口とは2007年に熱愛報道がされてからも交際関係が続いており、逮捕時には田口の個人事務所「Immortal」の役員をしていたという。6月7日、保釈保証金300万円を納付し、保釈された。10月21日、東京地方裁判所から小嶺と田口それぞれが懲役6月、執行猶予2年の有罪判決を言い渡された。

## 出演

### テレビドラマ
- Alice 6 (アリス・シックス)（テレビ静岡、1995年） - 真次祥子 役
- 3年B組金八先生（TBS） - 広島美香 役
  - 第4シリーズ（1995年 - 1996年）
  - スペシャル9「子供を救え! 大人達よ立ち上がれ」（1998年）
  - 第6シリーズ第6話「父さんアンタが憎い」（2001年）
  - 第7シリーズ第6話「からだという本」（2004年）
  - 3年B組金八先生ファイナル〜「最後の贈る言葉」（2011年）
- イグアナの娘（テレビ朝日、1996年） - 橋本かをり 役
- TOKYO23区の女 第12回 品川区の女（1996年、CX）
- ドラマ特別企画「塀の中の少女たち 女子少年院24時・初めて愛を知りました…」（1996年9月26日、TBS）
- しようよ♡（テレビ朝日、1996年） - 岩崎美奈 役
- ふたり〜Wherever You Are〜（テレビ朝日、1997年） - 中西敬子 役
- 名探偵保健室のオバさん 第4話「盗まれた誘拐‼神宮寺初恋のキスに罠」（1997年、ANB）
- 薔薇の殺意〜虚無への供物（1997年、NHK）
- いとしの未来ちゃん　第5話「太陽がいっぱい PLEIN SOLEIL」（テレビ朝日、1997年5月10日） - 主演・如月陽子 役
- 土曜ドラマ スズキさんの休息と遍歴（1997年11月22日、NHK）
- 年末特別企画ドラマ「校長がかわれば学校が変わる!」（1997年12月28日、TBS）
- おそるべしっっ!!!音無可憐さん（テレビ朝日、1998年） - 万田久美子 役
- 凍りつく夏（読売テレビ、1998年） - 及川奈緒 役
- 年末特別企画ドラマ「校長がかわれば学校が変わる 第2弾（1998年12月28日、TBS）
- 君といた未来のために 〜I'll be back〜（日本テレビ、1999年） - 西野さやか 役
- 可愛いだけじゃダメかしら?（テレビ朝日、1999年）ゲスト出演
- 月下の棋士 第1話（2000年、ANB）
- 太陽は沈まない（フジテレビ、2000年） - 吉田毬 役
- 億万長者と結婚する方法（日本テレビ、2000年） - 小池美和 役
- シリーズ恐怖夜話 （episode3）サイゴノヒツギ （2003年、SUN）
- 青春★ENERGY「チェケラッチョ!! In TOKYO」（フジテレビ、2006年） - 笹本梅子 役
- 紅の紋章（東海テレビ、2006年） - 北原玲子 役
- 慶次郎縁側日記 第3シリーズ 第6話（2006年、NHK）おれん役
- 陽炎の辻〜居眠り磐音 江戸双紙〜 第7話「指切り」（2007年、NHK） - おかる 役
- 福岡恋愛白書2〜ふたつの Love Story〜 『Rain』（九州朝日放送、2007年） - 主演・前田早紀 役
- 病院のチカラ〜星空ホスピタル〜 第1回（NHK、2007年4月） - 幸田あい 役
- 土曜ワイド劇場（テレビ朝日）
  - 「年末特別企画 路〜終着駅の牛尾刑事VS事件記者冴子・新宿～伊良湖畔」（2007年12月22日）
  - 「西村京太郎トラベルミステリー (51)上野駅13番線ホーム」（2009年1月10日） - 相沢優子 役
- 土曜ナイトドラマ 「幻影〜ゲンヱイ〜」（2008年、ABC）
- 特命係長 只野仁 スペシャル '08 大手銀行派遣女子行員が仕掛けた罠（2008年2月2日、テレビ朝日）
- 水曜ミステリー9（テレビ東京）
  - 「松本清張特別企画/『不在宴会-死亡記事の女』 （2008年2月20日） - 小倉麻子 役
  - 「銀座高級クラブママ青山みゆき(3) 真紅のバラ連続殺人！」（2008年7月23日）
- 月曜ゴールデン （TBS）
  - 「刑事シュート しゅうと&ムコの事件日誌1（2008年10月20日） - 藤野麻子 役
  - 「山村美紗十三回忌特別企画・狩矢警部シリーズ6 燃えた花嫁」（2009年2月2日） - 多岐村みどり 役
- 臨場（テレビ朝日、2009年4月22日） - 相沢ゆかり 役
- ドラマスペシャル『ジロチョー 清水の次郎長維新伝』（2010年1月13日・テレビ東京）
- 相棒Season8（2010年1月20日、テレビ朝日） - 青山まどか 役
- 水曜シアター9（テレビ東京）
  - 「捜査検事・近松茂道9 安寿と厨子王伝説殺人事件」（2010年3月17日） - 福西絵美 役

### 映画
- 水の中の八月（1995年） - 主演・葉月泉 役

関川夏央の小説『水の中の八月』とタイトル以外は無関係
- ユメノ銀河（1997年） - 主演・友成トミ子 役
- ア・ルース・ボーイ（1997年）
- LADY PLASTIC（2001年）[13]
- みすゞ（2001年）
- 光の雨（2001年）
- MSTRBTN（2002年）
- ソドムの市（2004年）
- 東京花火（2004年）
- 夢の中へ（2005年）
- 仮面ライダー THE FIRST（2005年） - ヒロイン・緑川あすか 役
- 樹の海（2005年）
- 初恋（2006年）
- プライスタグ（2007年）
- HEY JAPANESE! Do you believe PEACE,LOVE and UNDERSTANDING? 2008 2008年、イマドキジャパニーズよ。愛と平和と理解を信じるかい?（2008年）
- コラソンdeメロン（2008年）
- はじめての家出（2009年）
- 大強盗〜ギャングな奴ら〜 (2009年)  - ケイ 役
- TWILIGHT FILE VI「Quarter」（2009年） - 主演・佐伯小夜 役
- 爆発!スケ番☆ハンターズ〜総括殴り込み作戦〜（2010年） - ジュンコ 役
- ボレロ（2012年） - 主演・ユキ 役　※辻岡正人とのダブル主演

### オリジナルビデオ
- 岸和田少年愚連隊 カオルちゃん最強伝説 マレーの虎（2005年）

### CM
- アステル PHS
- SONY STAMINA Xカセットテープ（1995年）
- SONY Qbric
- ミスタードーナツ 「フォグシティバッグプレゼント」（1996年）
- ミスタードーナツ 「ミスター飲茶」（1996年）
- ソフトオフィス 「ぱすてるみゅーず」（1997年）
- 鶴屋百貨店 （熊本限定）（1997年）
- 明治乳業「明治ブリック」（1998年）
- 公共広告機構（現：ACジャパン）「DRUGS KILL TEENS〈同級生の誘い〉」（覚せい剤撲滅キャンペーン）（1998年）[14]
- コカ・コーラ（1999年）

### バラエティー番組
- 秘密のケンミンSHOW（読売テレビ、2008年2月21日）
- 元気の源泉（TBS系列、2008年5月24日）

## 写真集
- ao i sora 碧い空 小嶺麗奈・吉野紗香・野村佑香写真集（1997年8月27日、集英社）ISBN 978-4-087-80262-7
- 麗奈 - 小嶺麗奈写真集（2001年10月1日、ワニブックス）ISBN　978-4-847-02677-5
- 「月刊」シリーズ月刊 小嶺麗奈（SHINCHO MOOK 84）（2006年11月13日、新潮社）ISBN 978-4-107-90165-1

## DVD
- Honey Angel（2002年1月25日、GPミュージアムソフト）

## CD
- オムニバスアルバム「キラキラ♡魔女っ娘♡cluv」（2010年2月10日、P-VINE）BOOTSY COLLINSのアレンジ
  - ラブラブミンキーモモ（魔法のプリンセス ミンキーモモOP）

なお、初回特典としてコメント入りCDが封入された。